# Championnats d'Amérique du Sud d'athlétisme 1989
Navigation
São Paulo 1987 Manaus 1991
Les 35es Championnats d'Amérique du Sud d'athlétisme ont eu lieu à Medellín, en Colombie, du 5 au 8 août 1989, dans l'enceinte du stade Alfonso Galvis, qui fait partie du complexe sportif Atanasio-Girardot. Les performances ont été réalisées en altitude (1 480 m). Les épreuves de marche se sont déroulées dans la ville voisine de Bello, et le marathon à Rionegro.

## Faits marquants
Le Brésil domine le classement par équipes. Son athlète vedette Robson Caetano da Silva, médaillé olympique du 200 m de Séoul l'année précédente, a uniquement disputé cette épreuve, qu'il remporte avec un temps de 20 s 44, nouveau record des championnats. Il deviendra quelques semaines plus tard le premier athlète sud-américain à courir le 200 m sous les 20 secondes.
Le Brésil obtient d'autres titres avec Adauto Domingues en steeple, Pedro Chiamulera dans les deux épreuves de haies, la coureuse de fond Carmen de Oliveira avec un doublé 5000 - 10 000. Orlane Maria dos Santos au saut en hauteur, les épreuves de lancer féminines et Conceição Geremias à l'heptathlon ont également contribué à la domination du Brésil, ainsi que le 4 × 100 mètres féminin avec un record sud-américain de l'épreuve, 44 s 69. A cela s'ajoutent des victoires plus inattendues, comme celle de Sérgio Galdino dans le 20 km marche, qui bat les favoris colombiens, et celle de Geraldo de Assis, qui bat Silvio Salazar et Silvio Guerra dans le 5 000 mètres. Geraldo est également vice-champion du 10 000 m, où l'Équatorien Rolando Vera conserve son titre.
La Colombie, pays hôte, présente une équipe complète et s'adjuge la deuxième place, grâce entre autres à Luis Lourduy et ses 7,77 m au saut en longueur, et Luis Lucumí et ses 77,80 au lancer du javelot, un record sud-américain avec le nouvel engin. Au 100 m féminin, le titre revient à Amparo Caicedo avec 11 s 3, un dixième devant sa compatriote Ximena Restrepo, qui s'est distinguée sur le circuit universitaire américain. Au 400 m c'est la sprinteuse locale, Norfalia Carabalí, qui obtient l'or. Les Colombiennes remportent également le 4 × 400 mètres.
L'Argentine termine en troisième position, malgré une équipe réduite en raison de la situation difficile que traverse le pays. Elle comprenait Ana María Comaschi, médaillée d'argent en haies, mais disqualifiée au 200 m de l'heptathlon dans une épreuve relevée. La puissante sprinteuse Olga Conte ramène le titre du 200 m avec un temps de 23 s 33 et s'incline devant Norfalia Carabalí sur 400 m. Il y a également un doublé pour l'Argentine au lancer du marteau, bien que Marcelo Pugliese (plus tard détenteur du record du disque) devance son coéquipier et favori Andrés Charadía : 67,00 m contre 65,56 m.
Le Chilien Gert Weil obtient à nouveau une large victoire au lancer du poids avec l'une des meilleures performances de ces championnats : 19,98 m. Son compatriote Pablo Squella s'adjuge quant à lui le titre du 800 m.

## Podiums

### Hommes
| Épreuve | Or                                                                                               | Or               | Argent                                                                                  | Argent          | Bronze                                                              | Bronze           |
| --- | ------------------------------------------------------------------------------------------------ | ---------------- | --------------------------------------------------------------------------------------- | --------------- | ------------------------------------------------------------------- | ---------------- |
| 100 mètres (Vent : 0,0 m/s) | John Jairo Mena Colombie                                                                         | 10 s 4           | Florencio Aguilar Panama                                                                | 10 s 4          | Antônio dos Santos Filho Brésil                                     | 10 s 5           |
| 200 mètres | Robson da Silva Brésil                                                                           | 20 s 44 CR       | Sérgio Menezes Brésil                                                                   | 20 s 88         | Jesús Malavé Venezuela                                              | 21 s 12          |
| 400 mètres | Sérgio Menezes Brésil                                                                            | 45 s 88          | Wilson Cañizales Colombie                                                               | 45 s 91         | Roberto Bortolotto Brésil                                           | 46 s 38          |
| 800 mètres | Pablo Squella Chili                                                                              | 1 min 49 s 19    | Geraldo de Assis Brésil                                                                 | 1 min 49 s 29   | Edgar de Oliveira Brésil                                            | 1 min 49 s 51    |
| 1 500 mètres | Edgar de Oliveira Brésil                                                                         | 3 min 47 s 7     | José López Venezuela                                                                    | 3 min 47 s 9    | José Abel Segura Colombie                                           | 3 min 48 s 9     |
| 5 000 mètres | Gerardo de Assis Brésil                                                                          | 14 min 09 s 60   | Silvio Salazar Colombie                                                                 | 14 min 10 s 58  | Silvio Guerra Équateur                                              | 14 min 11 s 20   |
| 10 000 mètres | Rolando Vera Équateur                                                                            | 29 min 28 s 1    | Gerardo de Assis Brésil                                                                 | 29 min 55 s 5   | Silvio Salazar Colombie                                             | 30 min 14 s 3    |
| Marathon | Gustavo Paredes Équateur                                                                         | 2 h 23 min 42 s  | Wilson Pérez Équateur                                                                   | 2 h 23 min 47 s | Fernando Guio Colombie                                              | 2 h 39 min 44 s  |
| 3 000 mètres steeple | Adauto Domingues Brésil                                                                          | 8 min 49 s 2     | Carlos Ravani Brésil                                                                    | 8 min 53 s 9    | Ricardo Vera Uruguay                                                | 8 min 57 s 5     |
| 110 mètres haies (Vent : +0,1 m/s) | Pedro Chiamulera Brésil                                                                          | 14 s 1           | Eliexer Pulgar Venezuela                                                                | 14 s 1          | Elvis Cedeño Venezuela                                              | 14 s 1           |
| 400 mètres haies | Pedro Chiamulera Brésil                                                                          | 50 s 12          | Antônio Díaz Ferreira Brésil                                                            | 51 s 26         | Antonio Smith Venezuela                                             | 51 s 32          |
| Saut en hauteur | Milton Riitano Francisco Brésil                                                                  | 2,15 m           | Santiago Lozada Pérou                                                                   | 2,09 m          | José Luís Mendes Brésil                                             | 2,03 m           |
| Saut à la perche | Renato Bortolocci Brésil                                                                         | 5,10 m           | Miguel Saldarriaga Colombie                                                             | 5,10 m          | Elson de Souza Brésil                                               | 4,90 m           |
| Saut en longueur | Luis Lorduy Colombie                                                                             | 7,77 m           | Ángel Tovar Venezuela                                                                   | 7,74 m          | Olivier Cadier Brésil                                               | 7,68 m           |
| Triple saut | Sergio Saavedra Venezuela                                                                        | 16,86 m NR       | Abcelvio Rodrigues Brésil                                                               | 16,48 m         | Jorge da Silva Brésil                                               | 16,38 m          |
| Lancer du poids | Gert Weil Chili                                                                                  | 19,98 m          | Adilson Oliveira Brésil                                                                 | 17,49 m         | João dos Santos Brésil                                              | 16,25 m          |
| Lancer du disque | João dos Santos Brésil                                                                           | 58,00 m CR       | José Jacques Brésil                                                                     | 52,88 m         | Gert Weil Chili                                                     | 52,36 m          |
| Lancer du marteau | Marcelo Pugliese Argentine                                                                       | 67,00 m CR       | Andrés Charadia Argentine                                                               | 65,56 m         | Pedro Rivail Atílio Brésil                                          | 63,34 m          |
| Lancer du javelot | Luis Lucumí Colombie                                                                             | 77,80 m CR       | Antar Martínez Colombie                                                                 | 67,20 m         | Luis Carrasco Venezuela                                             | 65,38 m          |
| Decathlon | Martín Badano Argentine                                                                          | 7 378 pts        | José de Assis Brésil                                                                    | 7 324 pts       | Oscar Veit Argentine                                                | 7 033 pts        |
| 20 km marche | Sérgio Galdino Brésil                                                                            | 1 h 24 min 51 s  | Héctor Moreno Colombie                                                                  | 1 h 24 min 56 s | Querubín Moreno Colombie                                            | 1 h 28 min 32 s  |
| 4 × 100 mètres | Brésil Fernando Botasso Carlos Jose Camilo de Oliveira Arnaldo da Silva Antônio dos Santos Filho | 39 s 84          | Colombie Robinson Urrutia Fernando Arroyo Wilson Canizales John Jairo Mena              | 39 s 87 NR      | Venezuela Edgar Chourio Reinaldo Santana Mervin Solarte Ángel Tovar | 40 s 81          |
| 4 × 400 mètres | Venezuela Wilfredo Ferrer Jesus Malavé Rafael Diaz Henry Aguiar                                  | 3 min 05 s 76 CR | Brésil Roberto Carlos Bortolotto Pedro Chiamulera Antonio Diaz Ferreira Sidnei de Souza | 3 min 06 s 33   | Chili Hernán Hevia Alejandro Krauss Pablo Squella Carlos Morales    | 3 min 06 s 34 NR |
| Records et Performances - AR : Record continental (area record) - CR : Record des championnats (championship record) - MR : Record du meeting (meet record) - NR : Record national (national record) - OR : Record olympique (olympic record) - PR : Record paralympique (paralympic record) - PB : Record personnel (personal best) - SB : Meilleure performance personnelle de la saison (season's best) - WL : Meilleure performance mondiale de l'année (world leader) - WJR : Record du monde junior (world junior record) - WR : Record du monde (world record) Circonstances et Conditions - DNF : N'a pas terminé (did not finish) - DNS : N'a pas pris le départ (did not start) - DQ : Disqualification (disqualification) - NM : Aucun essai valable enregistré (No Mark) - Q : Qualifié « directement » au prochain tour (ou à la prochaine compétition), lors d'une compétition majeure, grâce au classement ou à la réalisation des minima (automatic qualifier) - q : Qualifié au prochain tour (ou à la prochaine compétition), lors d'une compétition majeure, grâce au repêchage ou à la réalisation de l'une des meilleures performances parmi celles des « non qualifiés directement » (grâce au meilleur temps ou à la meilleure distance par exemple) (secondary qualifier) |                                                                                                  |                  |                                                                                         |                 |                                                                     |                  |

### Femmes
| Épreuve | Or                                                                                        | Or               | Argent                                                                                       | Argent        | Bronze                                                                    | Bronze        |
| --- | ----------------------------------------------------------------------------------------- | ---------------- | -------------------------------------------------------------------------------------------- | ------------- | ------------------------------------------------------------------------- | ------------- |
| 100 mètres | Amparo Caicedo Colombie                                                                   | 11 s 3           | Ximena Restrepo Colombie                                                                     | 11 s 4        | Cleide Amaral Brésil                                                      | 11 s 5        |
| 200 mètres | Olga Conte Argentine                                                                      | 23 s 33 CR       | Jupira da Graça Brésil                                                                       | 23 s 44       | Amparo Caicedo Colombie                                                   | 23 s 68       |
| 400 mètres | Norfalia Carabalí Colombie                                                                | 52 s 10 CR       | Olga Conte Argentine                                                                         | 53 s 47       | Claudete Alves Pina Brésil                                                | 54 s 26       |
| 800 mètres | Maria Andrade Brésil                                                                      | 2 min 08 s 79    | Amparo Alba Colombie                                                                         | 2 min 08 s 83 | Célia dos Santos Brésil                                                   | 2 min 08 s 99 |
| 1 500 mètres | Rita de Jesus Brésil                                                                      | 4 min 31 s 6     | Silvana Pereira Brésil                                                                       | 4 min 32 s 1  | Janeth Caizalitín Équateur                                                | 4 min 32 s 9  |
| 3 000 mètres | Carmen de Oliveira Brésil                                                                 | 9 min 22 s 58 CR | Janeth Caizalitín Équateur                                                                   | 9 min 36 s 43 | Rita de Jesus Brésil                                                      | 9 min 36 s 95 |
| 10 000 mètres | Carmen de Oliveira Brésil                                                                 | 35 min 08 s 5    | Sandra Ruales Équateur                                                                       | 35 min 55 s 2 | Yolanda Quimbita Équateur                                                 | 35 min 55 s 3 |
| 100 mètres haies | Juraciara da Silva Brésil                                                                 | 13 s 5           | Ana María Comaschi Argentine                                                                 | 13 s 7        | Arlene Phillips Venezuela                                                 | 13 s 8        |
| 400 mètres haies | Liliana Chalá Équateur                                                                    | 57 s 68 CR       | Maribelsy Peña Colombie                                                                      | 1 min 00 s 30 | Joana Caetano Brésil                                                      | 1 min 00 s 69 |
| Saut en hauteur | Orlane dos Santos Brésil                                                                  | 1,85 m           | Mônica Lunkmoss Brésil                                                                       | 1,79 m        | Janeth Lagoyete Colombie                                                  | 1,70 m        |
| Saut en longueur | Rita Slompo Brésil                                                                        | 6,22 m           | Maria de Jesus Brésil                                                                        | 6,05 m        | Ana María Comaschi Argentine                                              | 5,96 m        |
| Lancer du poids | Marinalva dos Santos Brésil                                                               | 15,16 m CR       | Alexandra Amaro Brésil                                                                       | 14,95 m       | Virginia Salomón Venezuela                                                | 14,20 m       |
| Lancer du disque | Rosana Piovesan Brésil                                                                    | 49,36 m          | Berta Gómez Colombie                                                                         | 47,54 m       | Amélia Moreira Brésil                                                     | 44,54 m       |
| Lancer du javelot | Mônica Rocha Brésil                                                                       | 54,94 m          | Marieta Riera Venezuela                                                                      | 54,70 m       | Sueli dos Santos Brésil                                                   | 52,78 m       |
| Heptathlon | Conceição Geremias Brésil                                                                 | 5 574 pts        | Zorobabelia Córdoba Colombie                                                                 | 5 436 pts     | Joelma Souza Brésil                                                       | 5 271 pts     |
| 10 000 mètres marche | Miriam Ramón Équateur                                                                     | 50 min 30 s 3 CR | Luisa Nivicela Équateur                                                                      | 50 min 30 s 3 | Liliana Bermeo Colombie                                                   | 51 min 02 s 4 |
| 4 × 100 mètres | Brésil Cleide Amaral Jupira da Graca Claudileia Matos dos Santos Rosemarie Lopes de Sousa | 44 s 69 CR       | Colombie Rosa Magaly Segovia Maria Quinones Amparo Caicedo Norfalia Carabalí                 | 45 s 26       | Uruguay Claudia Acerenza Margarita Martirena Soledad Acerenza Ines Justet | 46 s 61       |
| 4 × 400 mètres | Colombie Rosa Magaly Segovia Maria Quinones Maribelcy Pena Norfalia Carabalí              | 3 min 37 s 0 CR  | Brésil Maria do Carmo Fialho Jupira da Graca Claudete Alves Pina Rosangela Oliveira de Souza | 3 min 37 s 7  | Uruguay Claudia Acerenza Margarita Martirena Soledad Acerenza Ines Justet | 3 min 44 s 0  |
| Records et Performances - AR : Record continental (area record) - CR : Record des championnats (championship record) - MR : Record du meeting (meet record) - NR : Record national (national record) - OR : Record olympique (olympic record) - PR : Record paralympique (paralympic record) - PB : Record personnel (personal best) - SB : Meilleure performance personnelle de la saison (season's best) - WL : Meilleure performance mondiale de l'année (world leader) - WJR : Record du monde junior (world junior record) - WR : Record du monde (world record) Circonstances et Conditions - DNF : N'a pas terminé (did not finish) - DNS : N'a pas pris le départ (did not start) - DQ : Disqualification (disqualification) - NM : Aucun essai valable enregistré (No Mark) - Q : Qualifié « directement » au prochain tour (ou à la prochaine compétition), lors d'une compétition majeure, grâce au classement ou à la réalisation des minima (automatic qualifier) - q : Qualifié au prochain tour (ou à la prochaine compétition), lors d'une compétition majeure, grâce au repêchage ou à la réalisation de l'une des meilleures performances parmi celles des « non qualifiés directement » (grâce au meilleur temps ou à la meilleure distance par exemple) (secondary qualifier) |                                                                                           |                  |                                                                                              |               |                                                                           |               |

## Tableau des médailles
| Rang | Nation    | Or | Argent | Bronze | Total |
| ---- | --------- | -- | ------ | ------ | ----- |
| 1    | Brésil    | 24 | 16     | 17     | 57    |
| 2    | Colombie  | 6  | 12     | 7      | 25    |
| 3    | Équateur  | 4  | 4      | 3      | 11    |
| 4    | Argentine | 3  | 3      | 2      | 8     |
| 5    | Venezuela | 2  | 4      | 7      | 13    |
| 6    | Chili     | 2  | 0      | 2      | 4     |
| 7    | Panama    | 0  | 1      | 0      | 1     |
| 7    | Pérou     | 0  | 1      | 0      | 1     |
| 9    | Uruguay   | 0  | 0      | 3      | 3     |